# Ruigpootvliegenpikker
De ruigpootvliegenpikker (Acrochordopus burmeisteri, synoniem Phyllomyias burmeisteri) is een zangvogel uit de familie Tyrannidae (tirannen). Deze vogel is genoemd naar de Duitse natuuronderzoeker Hermann Burmeister. 

## Verspreiding en leefgebied
Deze soort komt voor in oostelijk Bolivia, noordelijk Argentinië, oostelijk Paraguay en zuidoostelijk Brazilië.

## Status
De grootte van de populatie is niet gekwantificeerd maar de soort wordt omschreven als schaars. Op de Rode lijst van de IUCN heeft deze soort de status niet bedreigd.